# Maurice Georges Poncelet
Pour les articles homonymes, voir Poncelet.
Maurice Georges Poncelet est un artiste peintre et lithographe français, également résistant, né le 4 juin 1897 à Mulhouse (Haut-Rhin), mort le 2 octobre 1978 à Port-Vendres (Pyrénées-Orientales).

## Biographie

### Peintre de l'entre-deux-guerres
S'il est dit que Maurice Georges Poncelet reçoit les conseils de Jules Wielhorski dont il fréquente l'atelier à Nancy dans les années 1914-1915,, il laisse apparaître, dans ses confidences de 1935 à René Huyghe, un itinéraire très personnel qu'il segmente en quatre périodes dont, dit-il, la constante demeure « l'effort vers une bonne technique au service d'une plus grande spiritualité » : 1) Les années 1913 et 1914 où il s'adonne avec insouciance à « des notations libres de couleurs sans dessin précis et sans méthode », avant la Première Guerre mondiale qui, s'il y délaisse totalement la peinture, n'en est que plus profondément marquante : « au front, dans l'impossibilité de travailler, il a le loisir de méditer » ; 2) Les années 1919-1925 où il réagit contre « l'insouciance de ses débuts » avec des « recherches disciplinées de construction et d'ordonnance de valeurs et de plans » ; 3) Les années 1925-1932 où il met ses recherches en applique dans des compositions de grandes dimensions dont il donne une définition expressionniste : « volumes puissants avec exaltation du caractère (tendance caricaturale), matière épaisse et rugueuse » ; 4) À partir de 1932, évolution vers « un dessin plus aigu et de style plus sobre, couleur aux accords plus subtils, plus rare, souci d'une belle matière ».
En 1933, il participe au Grand Prix de Peinture Jacques Darnetal attribué sur votes d'un jury de critiques d'art en la Galerie Georges Bernheim à Paris. Il y obtient la troisième place derrière Raymond Legueult et Adrien Holy.
Deux expositions, en avril 1933 puis en janvier 1934 à la Galerie Simonson, réunissent cinq jeunes artistes que Germain Bazin dit « liés par un commun sentiment de retour à l'objet » en un groupe baptisé N.G.S. (Nouvelle Galerie Simonson) et composé de Maurice Georges Poncelet, Roger Chapelain-Midy, Adrien Holy, Jacques Lestrille et André Planson. « Chez Simonson, le groupe de la N.G.S. s'est classé comme une des meilleures équipes de la jeune génération. Tous les cinq manifestent une sympathique volonté de ne pas ses contenter d'esquisses heureuses, mais de préciser, de composer, de peindre avec solidité, éclat, juste mesure, des tableaux achevés » s'enchante dès la première exposition Maximilien Gauthier qui réévoque lors de la seconde exposition « une intéressante équipe dont il m'est déjà arrivé de dire les mérites, le sérieux, l'amour du beau métier, et qui continue fermement ». René Huyghe pour sa part définit dans le même temps la singularité des cinq artistes par « la pratique d'un art moins précieux mais plus volontaire. Le souci des vérités essentielles de l'art, d'un métier solide et sûr, aboutit chez eux à un art plus positif, moins proche de la rêverie ».

### Les commandes officielles

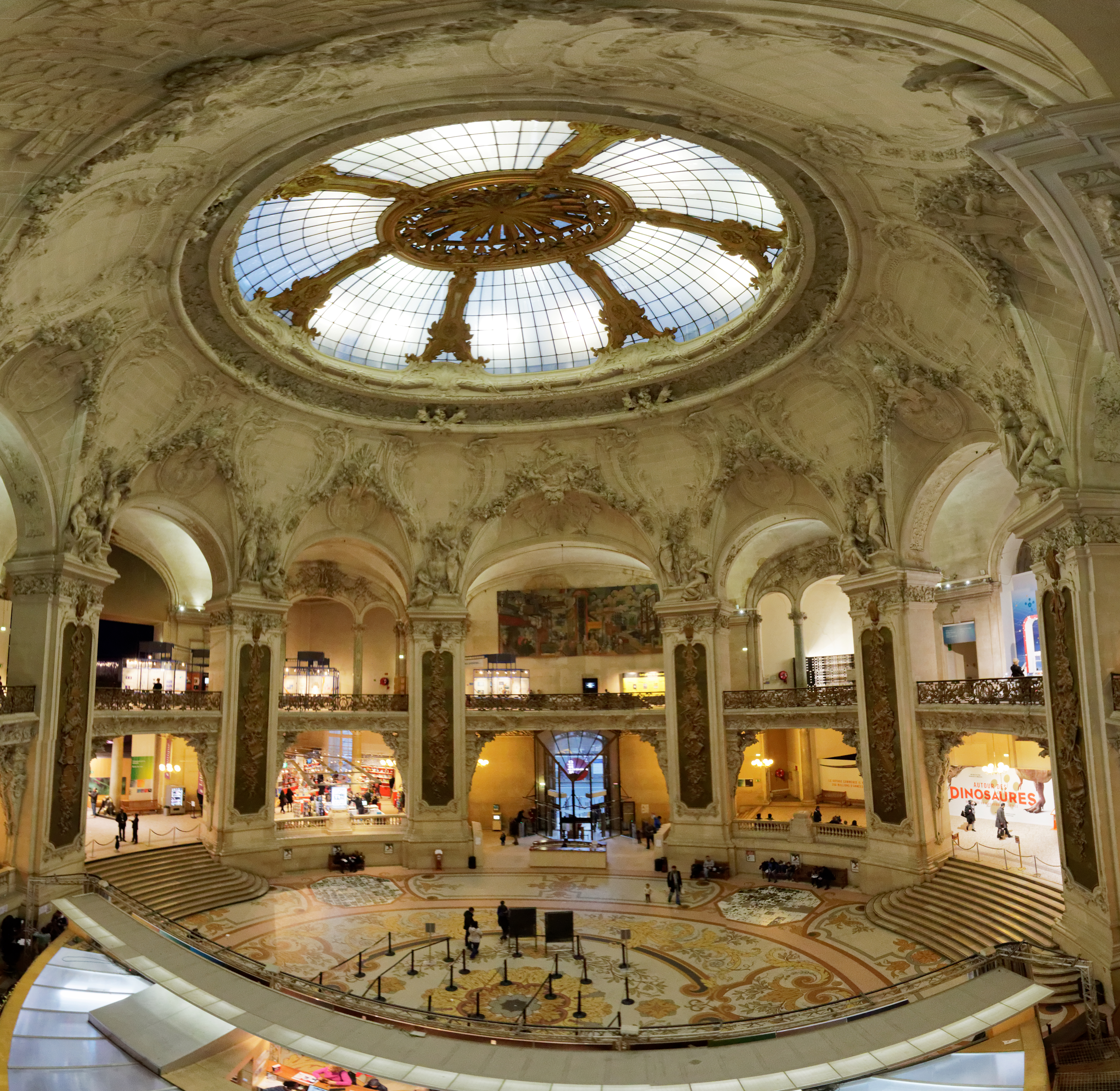
Palais de la découverte, Paris

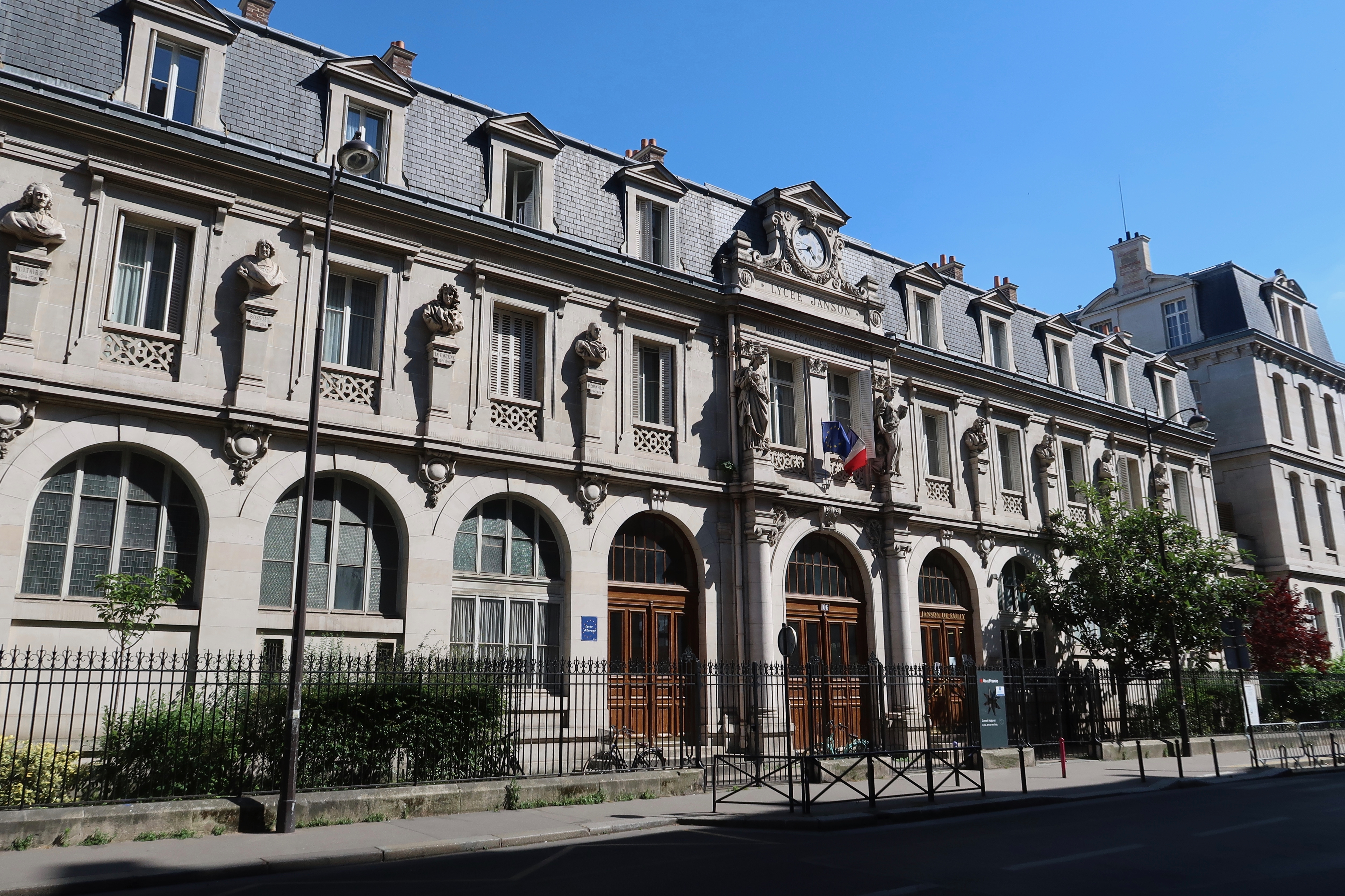
Lycée Janson-de-Sailly, Paris

En 1936, Maurice Georges Poncelet reçoit, pour l'Exposition universelle, la commande de trois importantes peintures murales qui, évoquant les Inventions de la fronde, de la roue et du rouleau, seront ensuite attribuées au palais de la découverte à Paris. Une seconde commande lui attribue la composition murale du parloir du lycée Janson-de-Sailly tandis que celle de la salle de gymnastique revient à Jean Dreyfus-Stern,. Michel Florisoone pourra de la sorte le situer avec Jacques Lestrille et André Planson (qui brossent alors les peintures murales des deux amphithéâtres de l'Institut national agronomique); Jean Aujame (qui exécute celle du lycée de jeunes filles - aujourd'hui lycée Antoine-Watteau de Valenciennes), Charles Dufresne (qui terminera juste avant sa mort celle de l'amphithéâtre de la Faculté de pharmacie de Paris) et Francis Gruber, parmi les peintres qui, « par leur confrontation aux problèmes de la décoration murale contemporaine, se doivent de retrouver les règles de la composition », voire même les renouveler. « Jacques Lestrille, André Planson et Maurice Georges Poncelet sont certainement décorateurs, observe le critique d'art, mais ils le sont d'instinct, parce qu'ils ont le sens des harmonies et des cadences ».

### Résistant à Vic-Fezensac
Si le nom de Maurice Georges Poncelet a figuré en 1937 à Berlin - aux côtés de ceux  d'Alfred Courmes, Roland Oudot, Raymond Legueult et Jean Aujame - parmi « les jeunes qui ont été surtout remarqués » lors de l'exposition L'art français contemporain à l'Académie des beaux-arts de Prusse, laquelle est placée sous le patronage d'Hermann Goering, ministre-président de Prusse, et d'André François-Poncet, ambassadeur de France à Berlin, le premier acte de résistance de l'artiste, en 1941, n'en sera pas moins éthique avec son refus de céder sa toile Marchande de cages aux oiseaux (aujourd'hui conservée par le Fonds national d'art contemporain) à Goering qui demande à l'acquérir. Il prendra à cet effet la précaution d'envoyer la toile au Carnegie Museum of Art aux États-Unis où il est connu par sa participation à trois expositions passées,, et où elle restera en sécurité jusqu'à son retour en France à la Libération.

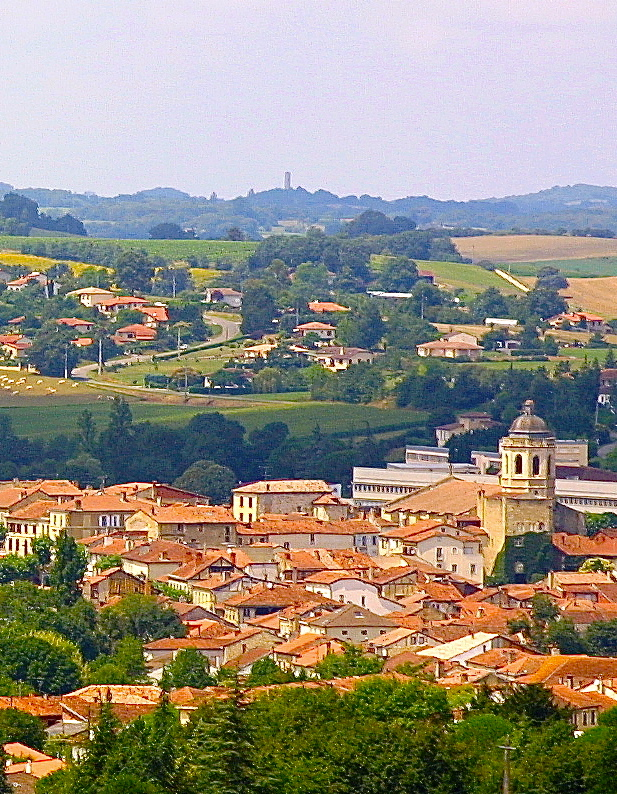
Vic-Fezensac (Gers)

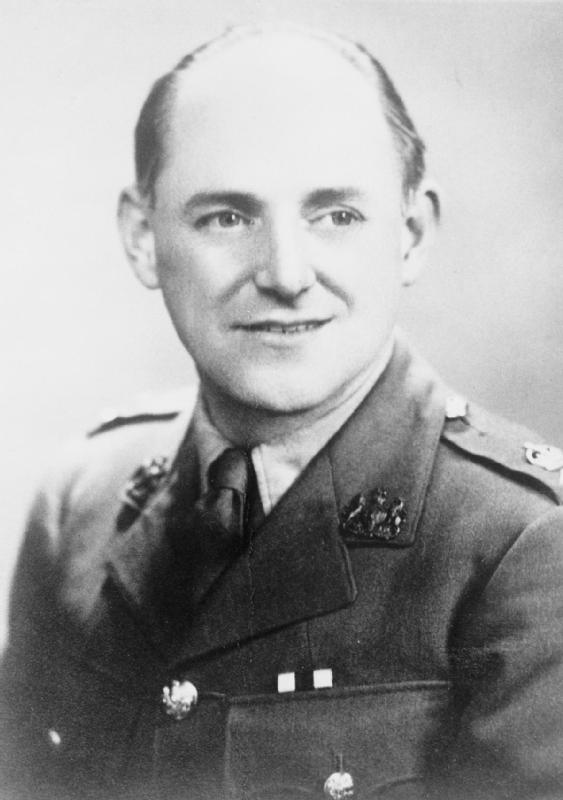
George Starr

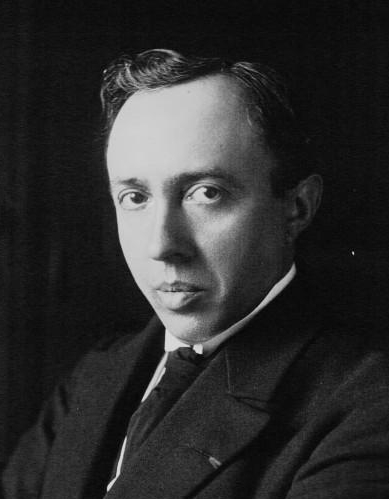
Raymond Escholier

Démobilisé dans le Condomois lors de l'armistice de 1940, il s'installe à Vic-Fezensac (Gers) avec son épouse Ramona. Leur fille Anita, qui deviendra un thème de son œuvre peint, naît à l'hôpital d'Auch en 1941.
L'artiste s'implique dans la Résistance au sein du bataillon de l'Armagnac commandé par Maurice Parisot où, sous le pseudonyme de « Properce », il participe avec George Starr dans le secteur de Vic-Fezensac à la récupération des containers chargés d'armes, de nourriture et même d'argent que larguent par parachutages nocturnes les avions alliés,. Capturé par la Milice française et livré à la Kommandantur d'Auch, il est enfermé à la caserne d'Espagne où il ne délivrera aucun aveu malgré la torture et dont il parviendra à s'évader pour rejoindre les troupes combattantes,.
En 1945, restituant l'histoire du bataillon de l'Armagnac dans son livre Maquis de Gascogne, Raymond Escholier lui dédie ainsi l'ouvrage : « Au peintre émouvant de la vie foraine, à Maurice Poncelet, natif d'Alsace et originaire des Ardennes et, dans les maquis de Gascogne comme aux tranchées de Picardie, toujours grand soldat de France. Hommage d'affectueuse admiration pour l'artiste et pour le patriote. - Raymond Escholier ».

### De l'École de Paris à l'École de Toulouse

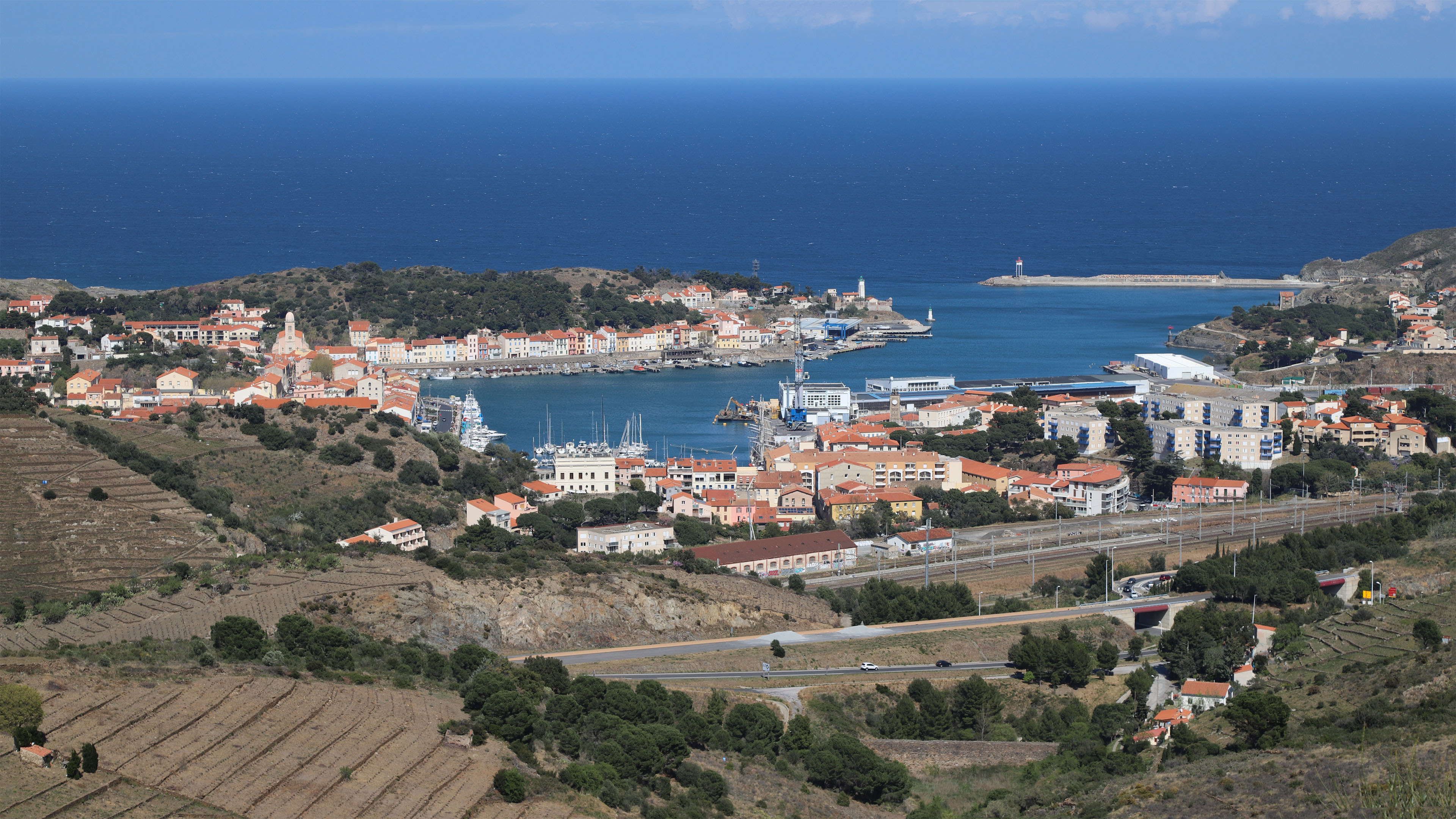
Port-Vendres

Les catalogues des salons parisiens restituent qu'après avoir résidé dans les années 1920 en la cité des artistes du 52, rue Vercingétorix, dans le 14e arrondissement, puis dans les années 1930 au 6, rue de Furstemberg dans le 6e arrondissement (immeuble abritant le musée national Eugène-Delacroix), Maurice Georges Poncelet quitte Paris après la Seconde Guerre mondiale pour s'installer route du phare à Port-Vendres, dans une maison identifiable par l'aquarelle qu'en conserve le musée des Augustins de Toulouse. Ainsi, le catalogue du Salon de Mai, organisé en 1948 par les Artistes indépendants bordelais au Musée des Beaux-Arts de Bordeaux et où l'une des toiles qu'il présente est une vue de Port-Vendres, le situe non plus dans l'École de Paris mais dans l'École toulousaine.

### Mort et postérité
Maurice Georges Poncelet meurt à Port-Vendres le 2 octobre 1978.
René Huyghe situe Poncelet, « en qui passe comme un écho de la poésie d'Amédée de La Patellière », aux côtés de Jean Aujame, Balthus, Christian Bérard et Alfred Courmes parmi les artistes qui « révélèrent différemment une hantise - sinon une angoisse - devant le spectacle du monde, s'opposant généralement aux supports insolites, plus désireux d'accorder une valeur symbolique à telle attitude ou à telle atmosphère ». Maurice Georges Poncelet, à ce propos, affirma lui-même : « la mission de l'art n'a pas pour but unique la reproduction des choses, mais l'interprétation libre et personnelle de la nature et l'évasion spirituelle ». Il demeure de même de ceux dont se souvient Pierre Cabanne quand il évoque cette « génération de 1930 » - associant pour sa part son nom à ceux de Jules Cavaillès, Jacques Lestrille, Roland Oudot, Kostia Terechkovitch et Charles Walch - qui, ennemie des excès d'alors incarnés par les Cubistes et les Fauvistes, assuma cette difficulté existentielle de « porter le poids d'être née d'une lassitude ».

## Expositions

### Expositions personnelles
- Galerie Druet, 20, rue Royale, Paris, février-mars 1938.
- Galerie Wildenstein, 21, rue La Boétie, Paris, 1948.
- Galerie de l'Élysée, 64, rue du Faubourg-Saint-Honoré, Paris, 1953.
- Galerie André Weil, 26, avenue Matignon, Paris, mai 1956.
- Galerie Chappe Lautier, Toulouse, 1957.
- Galerie Rosenthal, Paris, 1959.
- Galerie Denise Valtat, 59, rue La Boétie, Paris, octobre-novembre 1969 (affiche lithographique par Fernand Mourlot).
- Hommage à Maurice Georges Poncelet, mairie de Vic-Fezensac, mai 1998[19]

### Expositions collectives

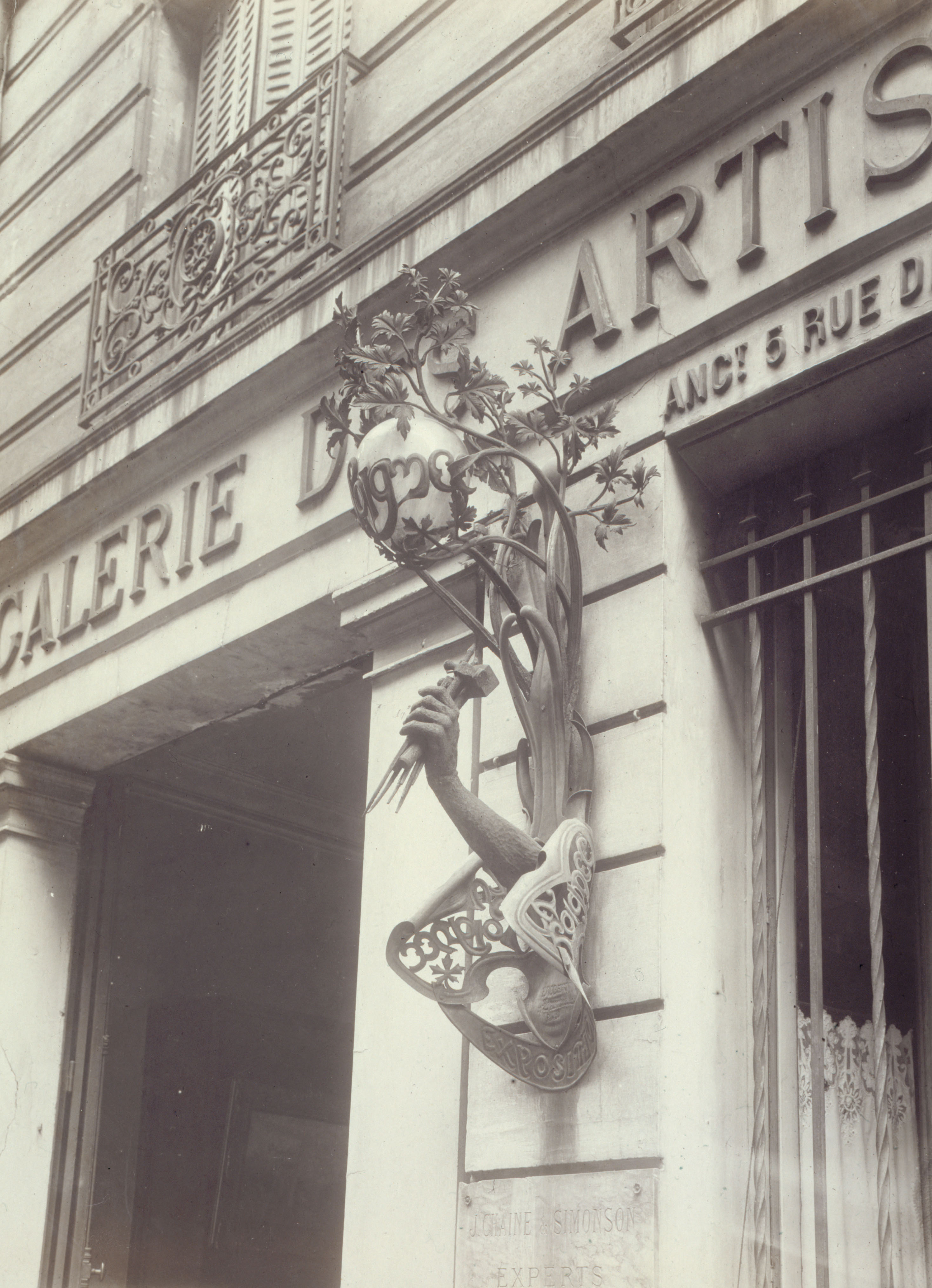
Galerie Simonson, Paris

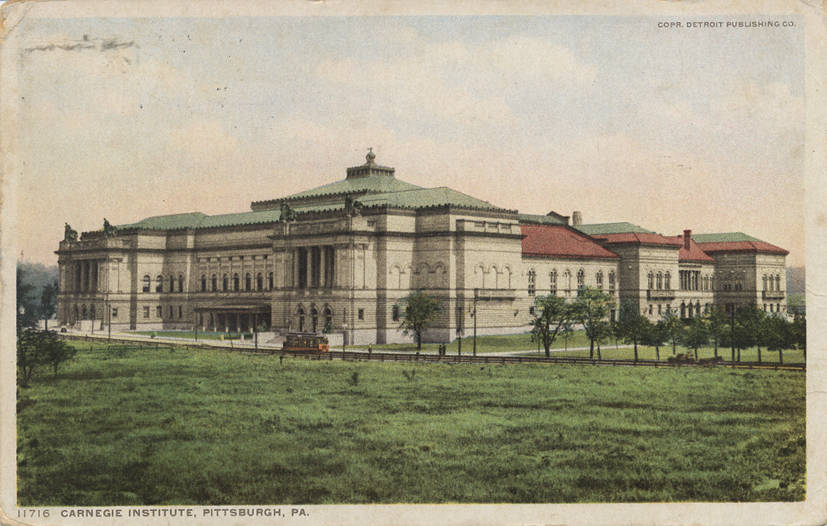
Carnegie Museum of Art, Pittsburgh

- Salon d'Automne, Paris, sociétaire en 1923[32], 1925, 1927, 1932[33], 1933[34], 1934[3], 1936[24],[35], 1938[36], 1947[25], 1949[26].
- Quelqus œuvres de peinture moderne : Félix Buhot, Paul Charlemagne, René Demeurisse, Amédée de La Patellière, Maurice Georges Poncelet, Georges Sabbagh, Galerie Siot-Decauville, Paris, décembre 1925[37].
- Salon des Indépendants, Grand Palais, Paris, 1927[23], 1931, 1935[3], février-mars 1936[38].
- Salon de l'art français indépendant, 237, boulevard Raspail, Paris, avril-juin 1930[39].
- Salon des Tuileries, Paris, Néo-Parnasse, 235, boulevard Raspail, 1932.
- Yves Alix, Jean Aujame, André Breuillaud, Roger Chastel, Thérèse Debains, Frédéric Delanglade, André Planson, Maurice Georges Poncelet, Galerie Speranza, 10, rue des Beaux-Arts, Paris, octobre 1932[40].
- Exposition de la N.G.S., groupe de cinq jeunes peintres - Roger Chapelain-Midy, Adrien Holy, Jacques Lestrille, André Planson, Maurice Georges Poncelet, Galerie Simonson (Galerie des artistes modernes), 19, rue de Caumartin, Paris, janvier 1933, avril 1934[5],[8],[41],[42],[43].
- Exposition du Grand Prix de peinture Jacques Darnétal, Galerie Georges Bernheim, 40, rue La Boétie, Paris, juin 1933[4].
- Robert Antral, Germain Delatousche, René Demeurisse, Charles Kvapil, Louis Neillot, André Planson, Maurice Georges Poncelet (peintures), Georges Chauvel, René Collamarini, Henri Émile Martinet (sculptures), Atelier 75, 20bis, rue La Boétie, Paris, février 1934[44].
- International Exhibition of paintings, Carnegie Museum of Art, Pittsburgh, octobre-décembre 1935[14], octobre-décembre 1938[15], octobre-décembre 1939[16].
- Groupe d'émulation artistique du Nivernais, Nevers, 1936[45].
- Treize peintres - Robert Antral, Jean de Botton, Paul Charlemagne, Germain Delatousche, Adrien Holy, Léopold Pascal, Maurice Georges Poncelet, Clément Serveau…, Galerie Barreiro, Paris, janvier-février 1937[37].
- Exposition universelle de 1937, Paris.
- L'art français contemporain, Académie des Beaux-Arts de Prusse, Berlin, 1937[12].
- Jean Aujame, André Breuillaud, Henriette Gröll, Maurice Georges Poncelet, Galerie de Berri, Paris, 1938[46].
- Les préférences de Maurice Champion : René Demeurisse, François Desnoyer, Louis Neillot, Louis Péronne, Maurice Georges Poncenet, Atelier 75, Paris, 1938[46].
- Œuvres des anciens lauréats de la Fondation américaine pour la pensée et l'art français - Maurice Brianchon, Christian Caillard, Jules Cavaillès, François Desnoyer, Lucien Lautrec, André Planson, Maurice Georges Poncelet (peintures), Paul Belmondo, Robert Couturier, Marcel Gimond, Charles Malfray, Raymond Martin (sculptures), Galerie des Beaux-Arts, Paris, 1938[46].
- Exposition d'art français - Jean Bazaine, Jules Cavaillès, André Foy, Jacques Lestrille, Roger Limouse, Roland Oudot, André Planson, Maurice Georges Poncelet…, salon des beaux-arts Bäcksbacka, 28, Unioninkatu, Helsinki, mars 1939[47],[48].
- Salon de Mai des Artistes indépendants bordelais, musée des Beaux-Arts de Bordeaux, mai 1948[28].
- Aristide Caillaud, Roger Chapelain-Midy, André Planson, Maurice Georges Poncelet, René Teil, Galerie Saluden, Brest, 1969.
- Centenaire de la Société des artistes méridionaux, musée du Vieux Toulouse, Toulouse, novembre-décembre 2005.
- Mascarades et plaisirs du cirque, musée d'Art Gyllenberg, Helsinki, septembre 2015 - janvier 2016[48].

## Citations

### Dits de Maurice Georges Poncelet
- « Le moindre paysage dépouillé et aride me suffit pour le moment. Je fuis le motif "pittoresque". Un horizon, une terre labourée ou un arbre quelconque me permettent une recherche plus profonde… Entraîné à pénétrer le secret de la nature la plus simple, je n'en comprendrai que mieux la grandeur. » - Maurice Georges Poncelet[3]

### Réception critique

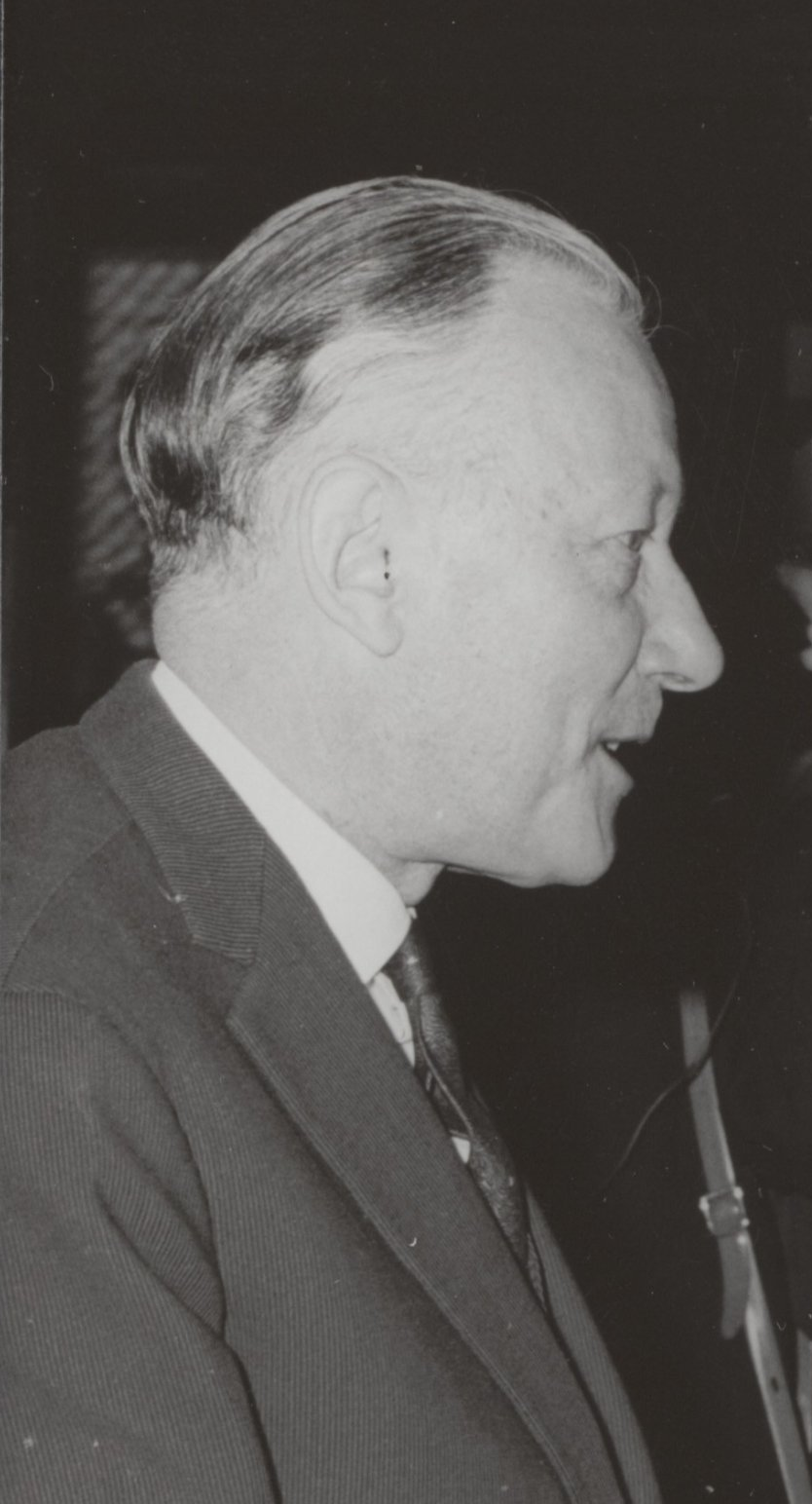
René Huyghe

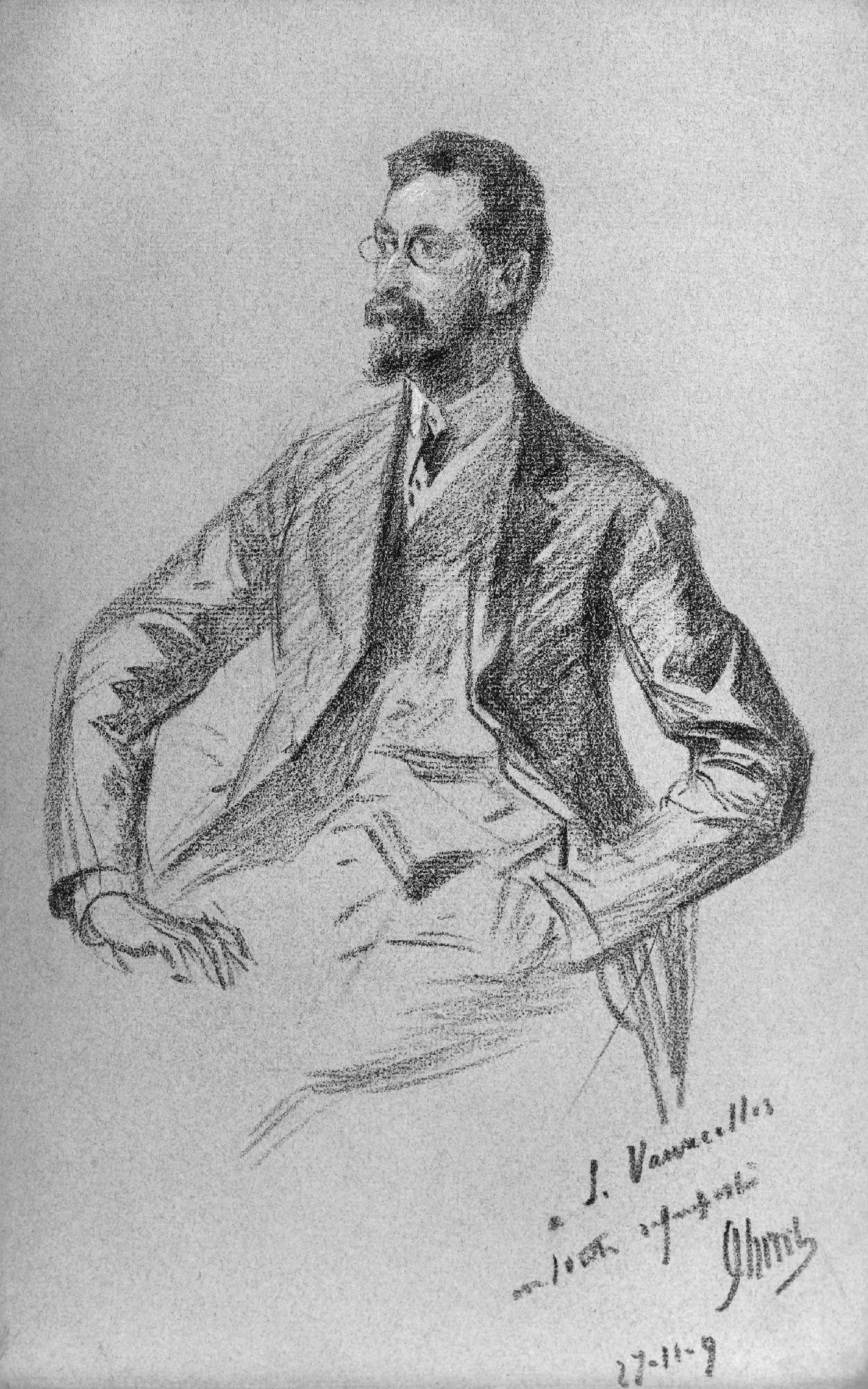
Louis Vauxcelles

- « Michel Georges Poncelet sait doser ses effets d'ombre et de lumière dans une toile construite avec justesse. » - Michel Florisoone[33]
- « Poncelet s'est jeté dans des difficultés de mise en page et de rapports de tons dont il sort à son honneur. » - Michel Florisoone[34]
- « Il y a en lui du Courbet et du Segonzac ; peinture saine et mesurée dans la grande tradition réaliste française. » - Roger Brielle[42]
- « S'éloignant des discussions esthétiques d'après la Première Guerre mondiale, il s'est enfermé dans un travail solitaire… D'une sensibilité grave, concentrée, volontiers tournée, comme celle d'Amédée de La Patellière, vers des sujets rustiques, Poncelet est un de ceux qui essaient de construire un art où les prestiges extérieurs restent subordonnés à l'expression de la vie intérieure considérée avec une sympathie méditative et robuste. » - René Huyghe[3]
- « Poncelet est un travailleur qui s'acharne ; il mâte sa rudesse native, l'assouplit ; il atteint dans sa Diseuse de bonne aventure, à la fois autoritaire et discrète, une gravité, un dramatisme qui vient de l'intérieur. » - Michel Florisoone[35]
- « Il émane du travail de Poncelet une sensation nette de franchise et d'énergie. » - Louis Vauxcelles[49]
- « Poncelet sera compris et apprécié le jour où la table des valeurs de la peinture moderne aura été revue et corrigée d'une manière radicale. » - Waldemar-George[50]
- « L'œuvre de Poncelet est parfaitement continu et, depuis ses premières toiles qu'il peignit très jeune, il est demeuré fidèle aux mêmes sujets comme à la même esthétique, pétrie de bon sens et d'amour de la nature. il aime peindre des scènes rustiques et familières, scènes de chasse, de vendanges, fêtes foraines. Il peint aussi des paysages et des natures mortes. » - Dictionnaire Bénézit[2]
- « Paysages, natures mortes, scènes de la vie campagnarde restituées dans une facture solide et classique, et surtout scènes de cirque où s'expriment en filigrane les passions et les angoisses d'un artiste qui participait régulièrement depuis les années 1930 au Salon des indépendants et au Salon des artistes français. » - Gérald Schurr[51]

## Collections publiques

### Algérie
- Musée des beaux-arts d'Alger, Lutteurs, peinture 103x138cm, 1938 (dépôt du Centre national des arts plastiques)[52].

### Finlande
- Musée d'Art Ateneum, Helsinki, Acrobate, huile sur toile 50x61cm, 1937[48].

### France
- Musée Toulouse-Lautrec, Albi, Portrait de la fille de l'artiste, huile sur toile 97x130cm, 1947 (dépôt du Centre national des arts plastiques)[18].
- Musée de Cambrai,  Le repos des chasseurs, huile sur toile 97x146cm, 1935 (dépôt du Musée national d'art moderne)[53].
- Musée Goya, Castres, dépôts du Centre national des arts plastiques :
  - Puerto de la Selva (Espagne), aquarelle 32x50cm, 1955[54] ;
  - La toilette du toréador, huile sur toile 46x38cm, 1955[55].
- Musée d'art moderne de Céret, Anita, portrait d'enfant, huile sur toile 73x60cm, 1948[56].
- Musée départemental d'art ancien et contemporain, Épinal, deux œuvres[2].
- Musée des Beaux-Arts de Libourne, Le chasseur, huile sur toile 116x89cm, 1953 (dépôt du Centre national des arts plastiques)[57].
- Musée des Beaux-Arts de Marseille, Les baladins, huile sur toile 161x100cm, 1937 (dépôt du Centre national des arts plastiques après premier dépôt au musée Cantini[58])[59].
- Musée des Beaux-Arts de Mulhouse, Le brocanteur, huile sur toile 90x65cm, 1949 (dépôt du Centre national des arts plastiques)[60].
- Musée de la Faïence et des Beaux-Arts de Nevers[45].
- École Notre-Dame des Oiseaux, Paris, peinture murale.
- Lycée Janson-de-Sailly, Paris, La forêt, peinture murale[9],[11].
- Musée national d'art moderne, Paris, cinq œuvres[61] :
  - Paysanne aux pommes, huile sur toile 65x81cm, avant 1932 ;
  - Tireuse de cartes, huile sur toile 73x54cm, 1935 ;
  - Repas de noce, huile sur toile 89x116cm, 1938 ;
  - Brocanteuse, huile sur toile 92x73cm, 1947 ;
  - La petite fille au drapeau, huile sur toile 81x116cm, 1947.
- Palais de la découverte, Paris, trois peintures murales :
  - L'invention de la fronde, huile sur toile 325x450cm, 1937[62] ;
  - L'invention de la roue, huile sur toile 325x450cm, 1937[63] ;
  - L'invention du rouleau, huile sur toile 325x450cm, 1937[64].
- Petit Palais, Paris[42].
- Musée des Beaux-Arts de Pau, Clown, huile sur toile 65x50cm, 1942[65].
- Fonds national d'art contemporain, Puteaux :
  - Marchande de cages aux oiseaux, huile sur toile 65x92cm, 1941[13] ;
  - Composition, huile sur toile 97x130cm, 1947[66].
- Musée Denys-Puech, Rodez, L'église, huile sur toile 65x81cm, vers 1956 (dépôt du Centre national des arts plastiques)[67].
- La Piscine, Roubaix, Portrait du peintre Pierre Delarue-Nouvellière dans son atelier, huile sur toile[68].
- Musée des Beaux-Arts de Rouen[42].
- Mairie de Royan, Barques à Collioure, peinture 65x92cm, vers 1953 (dépôt du Centre national des arts plastiques)[69].
- Mairie de Saint-Pierre-de-Chartreuse, Raisin noir, huile sur toile 42x50cm (dépôt du Centre national des arts plastiques)[70]
- Musée de Sens, Paysage, huile sur toile 46x55cm, 1934 (dépôt du Centre national des arts plastiques)[71].
- Musée d'Art moderne et contemporain de Strasbourg :
  - Le guichet à Orsay en vallée de Chevreuse, huile sur toile 60x81cm, 1934[72] ;
  - Sémaphore à Port-Vendres, huile sur toile 60x73cm, vers 1956[73].
- Chambre de commerce et d'industrie de Toulouse (salle Marius-Audouy), Les ponts jumeaux, panneau décoratif 300x495cm, 1950 (dépôt du Centre national des arts plastiques)[74],[75].
- Musée des Augustins de Toulouse, six œuvres :
  - Les saltimbanques avec un cheval blanc, huile sur panneau 28,5x50cm, 1941[76] ;
  - Scènes de cirque, huile sur toile 65x92cm, 1942[77].
  - Le bouquet, huile sur toile 46x65cm, 1943[78] ;
  - Sur le port, huile sur toile 60x73cm, 1945[79] ;
  -  La maison de Poncelet aquarelle 36x48cm, 1950[27] ;
  - Fillette au chapeau de paille, aquarelle 53x36cm, 1951[80].
- Musée des Beaux-Arts de Tourcoing, L'inondation, huile sur toile 45,5x88cm (dépôt du Centre national des arts plastiques)[81].
- Musée de Gajac, Villeneuve-sur-Lot, Le marchand de masques, huile sur toile 114x146cm, 1935-1937 (dépôt du Centre national des arts plastiques)[82].

### République tchèque
- Ambassade de France à Prague, Nu à la toilette, huile sur toile 78x62cm, 1933 (dépôt du Centre national des arts plastiques)[83].

## Collections privées
- Georges Catala, Toulouse[84].
- Fonds Jules Cavaillès de la collection Jean-Paul Valabrega[85].

## Reconnaissance

### Décorations
- Officier de la Légion d'honneur[2].
- Croix de guerre 1914-1918
- Croix de guerre 1939-1945[2]

### Prix
- Prix Blumenthal 1930 (avec les sculpteurs Robert Couturier et René Collamarini)[86],[1],[2].
- Prix Lilas-Bug 1956[50].

### Hommages
- Une rue de Vic-Fezensac porte le nom de Maurice Poncelet en hommage à l'engagement de l'artiste dans la Résistance[19],[17].

### Fonds d'archives
- Manuscrits de la bibliothèque de l'hôtel de ville de Paris.